# كيفن دين
كيفن دين (1976 - )  (بالإنجليزية: Kevin Dean)‏ هو لاعب كريكت بريطاني.